# Aburto
Aburto är en udde i Antarktis. Den ligger i Västantarktis. Argentina, Chile och Storbritannien gör anspråk på området.
Terrängen inåt land är kuperad österut, men åt nordväst är den platt. Havet är nära Aburto åt sydväst. Trakten är obefolkad. Det finns inga samhällen i närheten. 